# Tarphonomus
A Tarphonomus a madarak (Aves) osztályának verébalakúak (Passeriformes) rendjébe és a fazekasmadár-félék (Furnariidae) családjába tartozó nem.
A fajokat 2007-ben sorolták át az Upucerthia nemből, egyes szervezetek még a régi nemnél említik őket.

## Rendszerezés
A nembe az alábbi 2 faj tartozik:
- Tarphonomus harterti
- Tarphonomus certhioides